# أليكسي كيفشينكو
أليكسي كيفشينكو ( 22 مارس 1851 - 2 أكتوبر 1895) كان رسام روسي اشتهر برسوماته التاريخية وخاصة المتعلقة بالحروب الروسية العثمانية.